# 王聰 (漳國公)
王聰（1357年—1409年），河南江北等處行中書省蘄州路蘄水縣（今湖北省浠水縣）人，明朝军事将领。武城侯。

## 生平
靖难之役中，王聰以燕山中護衛百戶出身起兵，跟随燕王朱棣攻下薊州、遵化、涿州，此后转战茌平、滑口，退守保定。之后跟随大军进攻中央军軍舟，后累任都指揮使。后封武城侯，祿千五百石。永乐年间，跟随同安侯火真備禦宣府。之后跟随丘福出塞北征，后兵败被杀。因他曾劝阻丘福轻敌冒进，追封漳國公，謚武毅，由儿子王琰袭爵。